# 约纳斯·霍夫曼
約納斯·霍夫曼（德語：Jonas Hofmann；1992年7月14日—），是一名德國足球運動員，目前效力於德甲球隊利華古遜，在場上位置是邊鋒，代表德國國家足球隊參加國際賽事。

## 俱樂部生涯

### 多特蒙德
2011-12年球季，霍夫曼與多特蒙德簽約至2015年6月30日；並於2011-12賽季入選多特蒙德二隊。
2013年4月6日，霍夫曼第一次代表多特蒙德一線隊德甲首发，在比赛中助攻席贝尔把比分改写为2-2，最终多特蒙德在主场4-2战胜奥格斯堡。

### 慕遜加柏
2015年12月29日宣布，霍夫曼將於2016年1月1日加盟慕遜加柏，簽訂一份為期四年的合同，直至2020年。

### 勒沃庫森
2023年7月5日，霍夫曼签约拜耳勒沃库森，合同直到2027年， 并激活了1000万欧元的解约条款。 2023年8月12日，他在德国杯客场对阵特奥托尼亚·奥滕森的比赛中完成了首秀，并打进一球，帮助球队以8-0获胜。

## 國家隊生涯
2020年10月，霍夫曼首次入選德國國家足球隊大名單，並在10月7日德國對陣土耳其的友誼賽中完成首秀。 2021年5月19日，霍夫曼入選2020年歐洲杯德國國家隊最終26人大名單。

## 商業投資
霍夫曼在海德堡地區擁有三家賽百味餐廳。

## 奬項

### 球隊
多特蒙德
- 德國超級盃冠軍：2013、2014

 勒沃庫森
- 德甲冠軍：2023–24[12]
- 德国足协杯冠軍：2023–24[13]
- 德國超級盃冠軍：2024[14]